# Phrudophleps viridis
Phrudophleps viridis är en fjärilsart som beskrevs av W. Warren 1903. Phrudophleps viridis ingår i släktet Phrudophleps och familjen mätare. Inga underarter finns listade i Catalogue of Life.